# モンドラン
モンドラン（フランス語: Mont Dolent）は、アルプス山脈・モンブラン山塊にある標高3,823メートルの山である。イタリア・スイス・フランスの三国国境に位置する。
正確な三国国境の位置は、山頂から北西に約100メートルの標高3,749メートル地点にある。
初登頂は、1864年7月9日、A. Reillyとエドワード・ウィンパーおよびガイドのミッシェル・クロ、H. Charlet、M. Payotによる。ウィンパーは登頂時のことを、著書『アルプス登攀記』の中で次のように書いている。
We occupied the 9th with a scramble up Mont Dolent. This was a miniature ascent. It contained a little of everything. First we went up to the Petit Col Ferret, and had a little grind over shaly banks; then there was a little walk over grass; then a little tramp over a moraine (which, strange to say, gave a pleasant path); then a little zizagging over the snow-covered glacier of Mont Dolent. Then there was a little bergschrund, then a little wall of snow [. . .] The summit itself was little, very small indeed; it was the loveliest little cone of snow that was ever piled up on a mountain-top; so soft, so pure; it seemed a crime to defile it; it was a miniature Jungfrau; a toy summit, you could cover it with a hand.
（日本語訳）我々は9日にモンドランに這い登り、これを制覇した。 これは小規模な登頂だった。それは全てのものを少しずつ含んでいた。最初に我々はプチコルフェレットに行き、シャリバンクを少し踏みつけ、 草の上を少し歩き、モレーンを少し踏みつけ（不思議にも,、それらは楽しい道だった）、モンドランの雪で覆われた氷河の上を少しジグザグに進んだ。 それから小さなベルクシュルントがあり、その後小さな雪の壁があった。 [. . .] 頂上は、とても柔らかく、とても純粋で、それを汚すのは罪と思われ、小さなユングフラウで、おもちゃの頂上で、片手で覆うことができた。

モンドランには4つの面があり、様々な難易度の雪や氷の登攀ルートがある。頂上への唯一の直接的なルート（難易度PD）は、南面から、南東稜に短く露出して広がるプレ・ド・バール氷河を経由するものである。イタリア側からのこのルートの登りの所要時間は約4時間であり、フィオリオ小屋（Fiorio Bivouac Hut 、ドラン小屋(Refuge Bivouac du Dolent)としても知られる）が出発点となる:131。 次に難易度の低い（難易度AD）ルートは、スイス側にある同様の名前のドラン小屋(Bivouac du Dolent(la Maye))からスタートする、山の東峰を経由するルートである:133。

## 山小屋
- Bivacco Fiorio(Refuge Bivouac du Dolent) – 2,724 m
- Bivouac du Dolent - la Maye – 2,667 m
- ヌーヴ小屋（英語版） – 2,735 m
- アルジェンティエール小屋（英語版） – 2,771 m

## ギャラリー

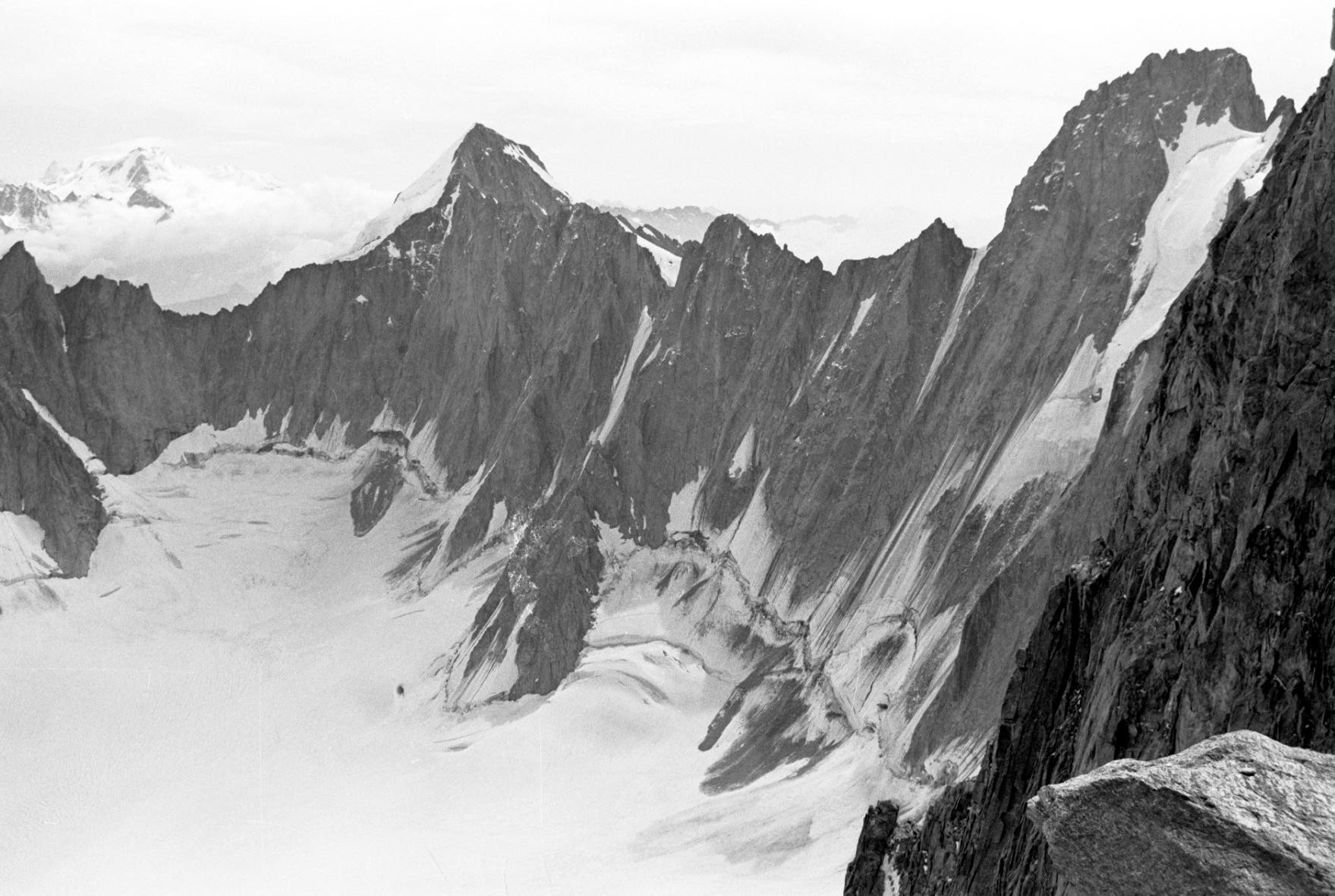
モンドラン北面とダルジャンティエール氷河
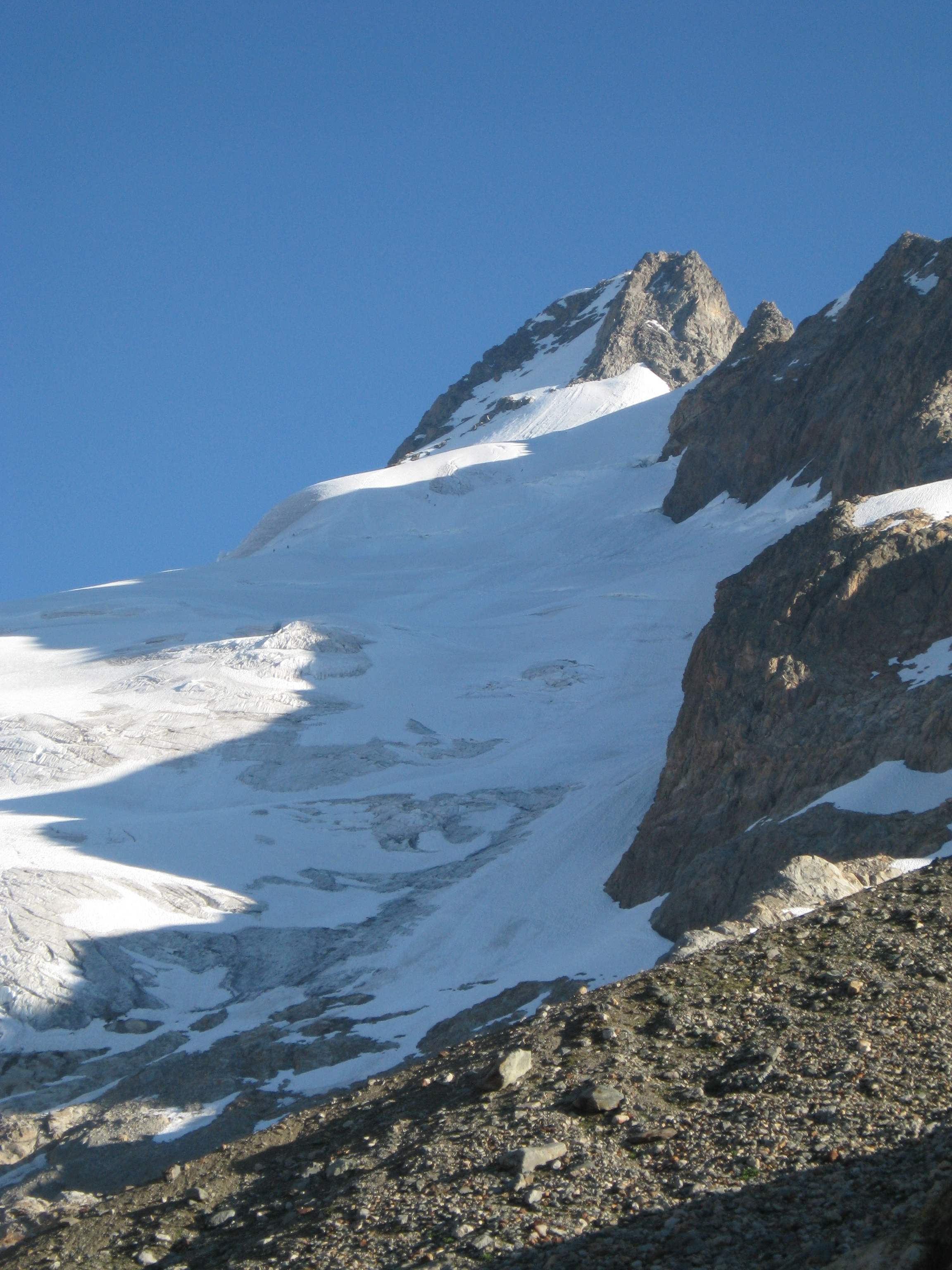
ドラン小屋から見たモンドラン南面
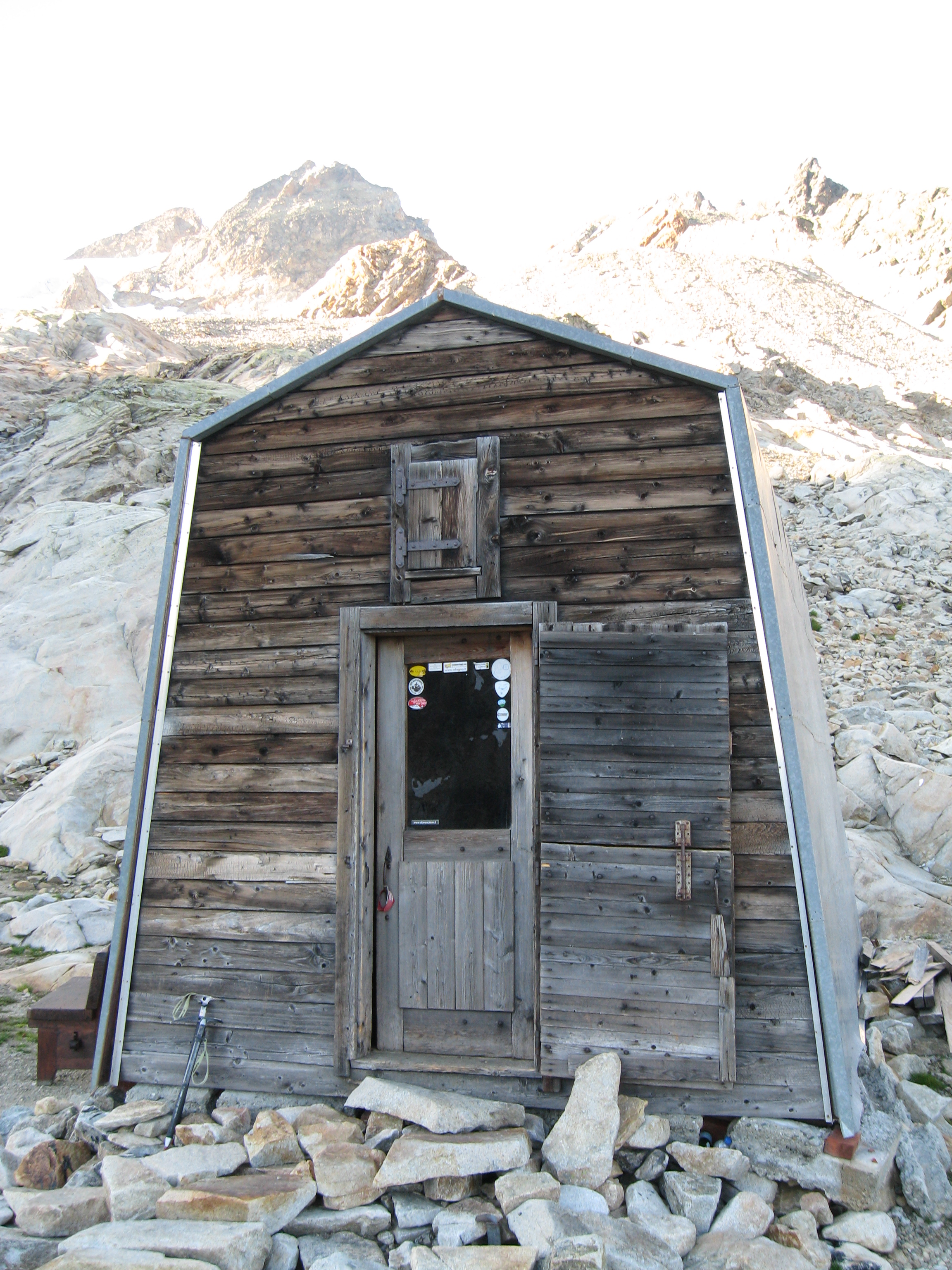
山の南側（イタリア側）のドラン小屋
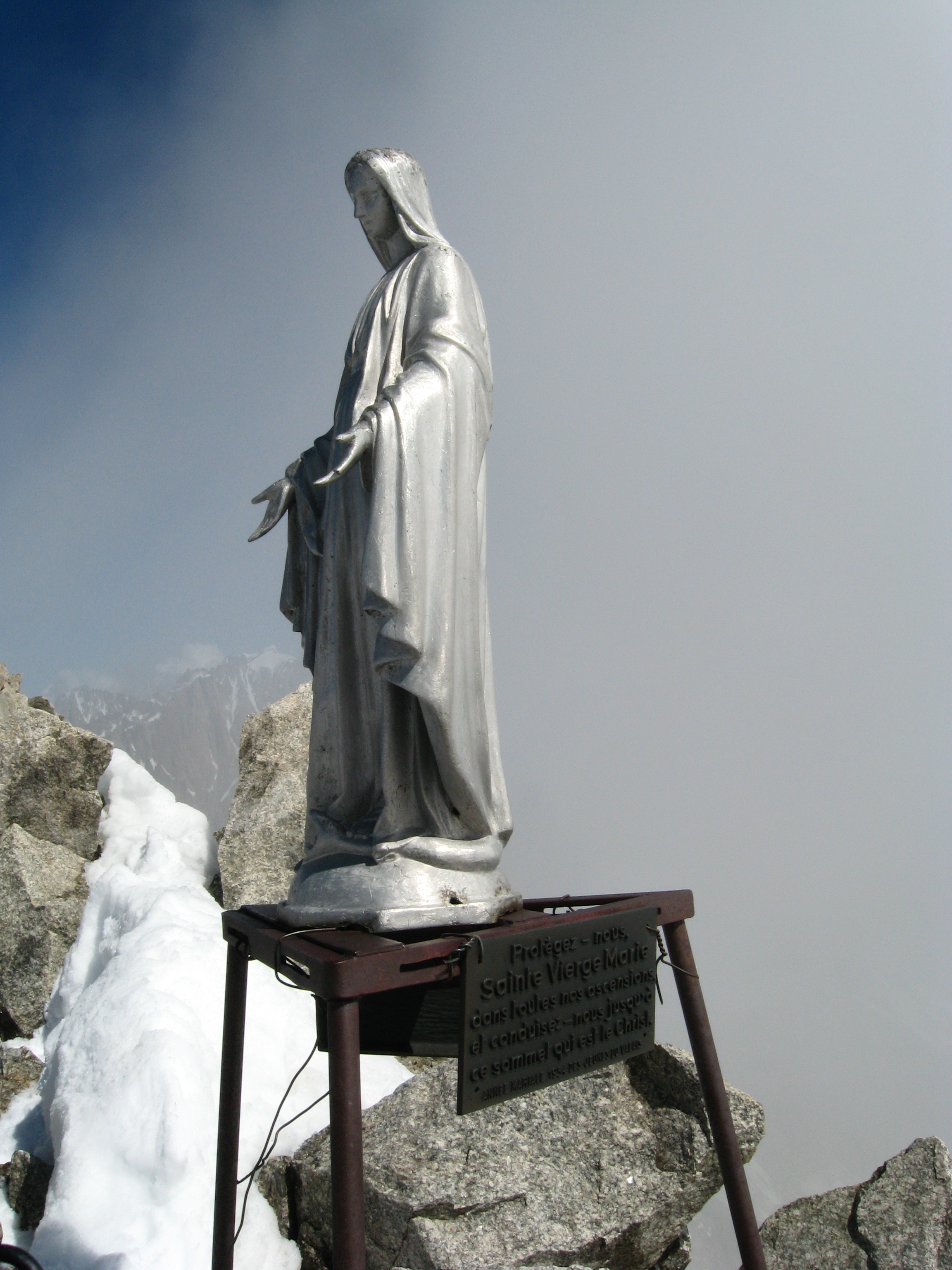
モンドラン山頂に立つ像
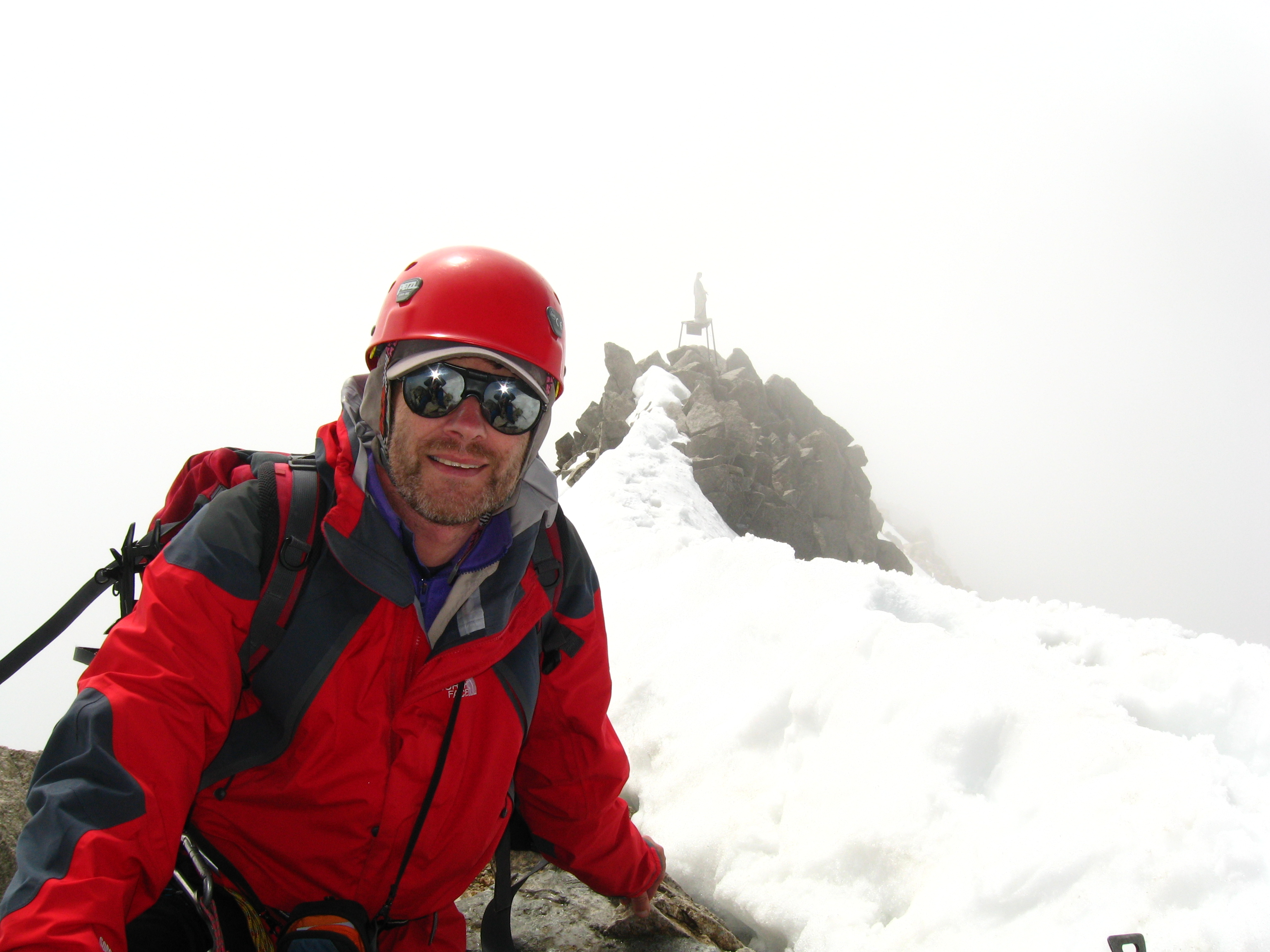
モンドラン山頂の登山者
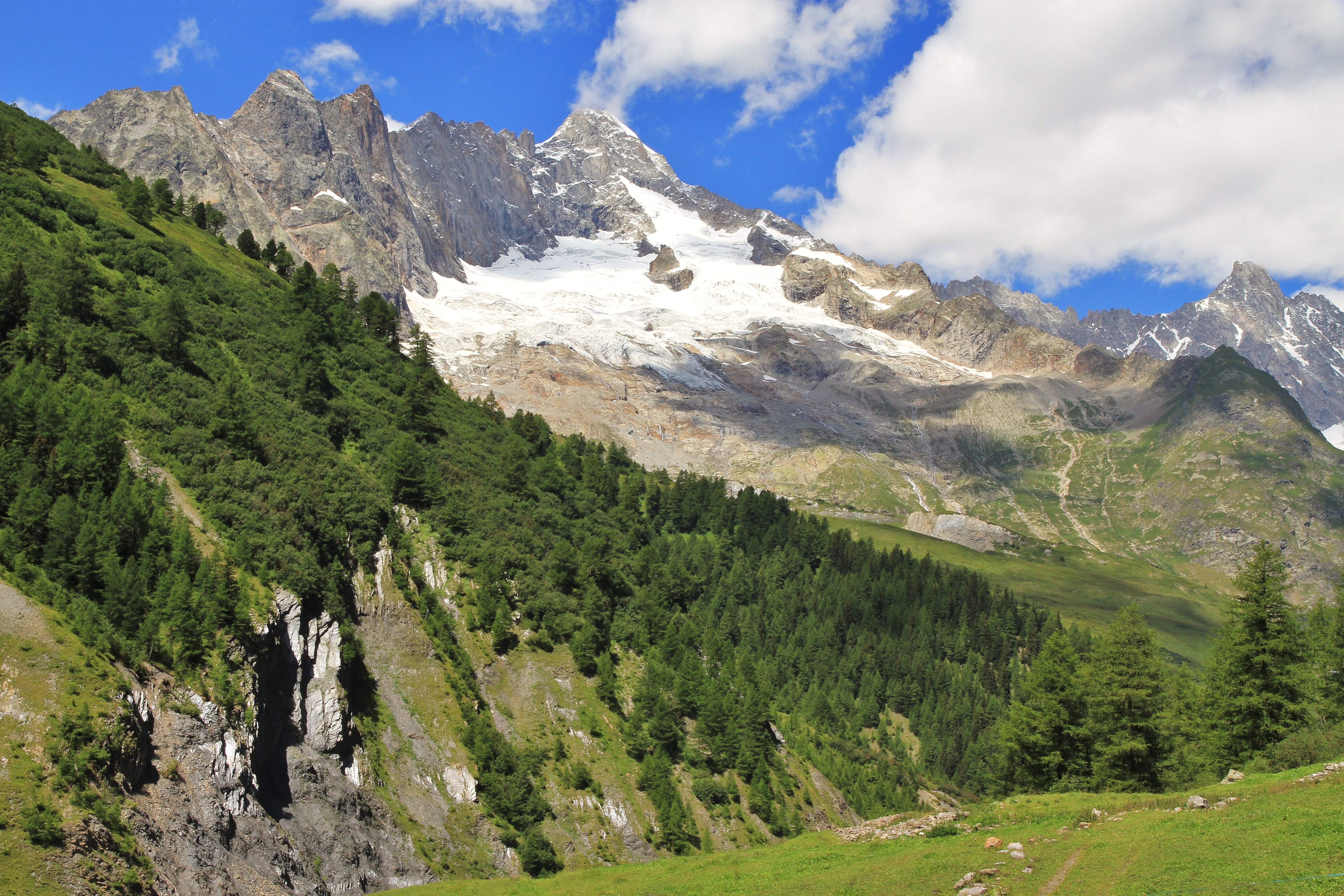
ヴァル・フェレットから見たモンドラン